# Grande Diète

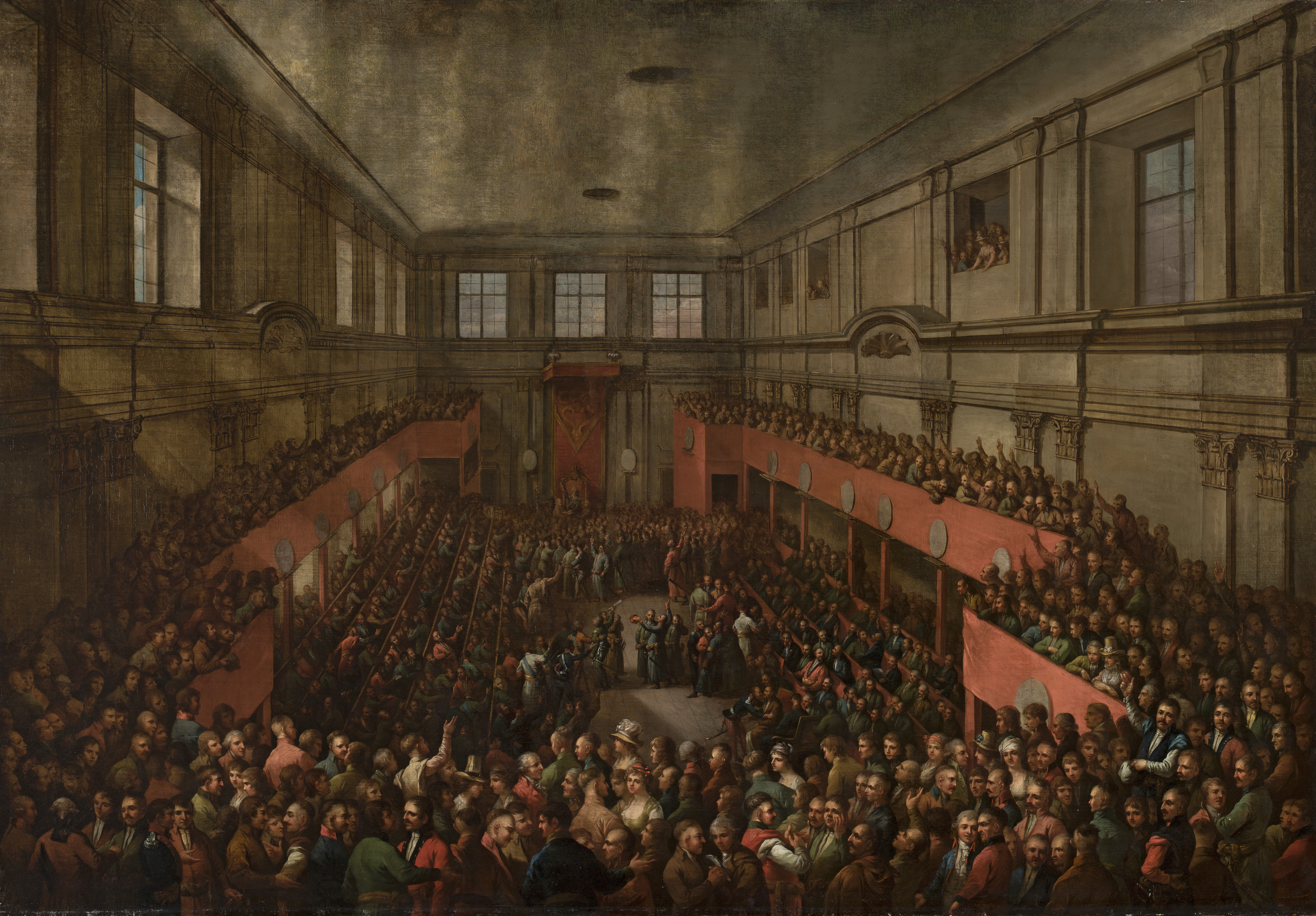
La Grande Diète (ou Diète de Quatre Ans) (1788-1792) et le Sénat adopte la Constitution du 3 mai 1791 au Château royal de Varsovie

La Grande Diète ou la Diète de quatre ans (en polonais : Sejm Wielki ou Sejm Czteroletni, en lituanien : Didysis seimas ou Ketverių metų seimas) est une session du Parlement de la république des Deux Nations qui s'est tenue à Varsovie du 6 octobre 1788 au 29 mai 1792 dans le but de réformer la gouvernance du pays et de restaurer la souveraineté de la république.
La Grande Diète adopte un texte fondamental, passé dans l'histoire sous le nom de Constitution du 3 mai 1791. La première Constitution nationale de l'Europe moderne, la deuxième au monde, après la Constitution des États-Unis, la Constitution du 3 mai 1791 a été conçue pour corriger les défauts politiques de la fédération de Pologne-Lituanie et de son principe de « Liberté dorée ». Elle introduit l'égalité entre les habitants des villes et la noblesse, et place les paysans sous la protection du gouvernement, atténuant ainsi les abus du servage. La Constitution abolit les institutions parlementaires pernicieuses comme le liberum veto, qui permettait à tout député, possiblement corrompu par une puissance étrangère, de bloquer chaque décision de la Diète.
Les réformes engagées par la Grande Diète et la Constitution du 3 mai sont aussitôt contestées par la Confédération de Targowica qui demande l'intervention de l'Empire russe. Intervention qui a lieu l'année suivante et qui se termine par l'annulation de la Constitution et abouti au Deuxième partage de la Pologne.

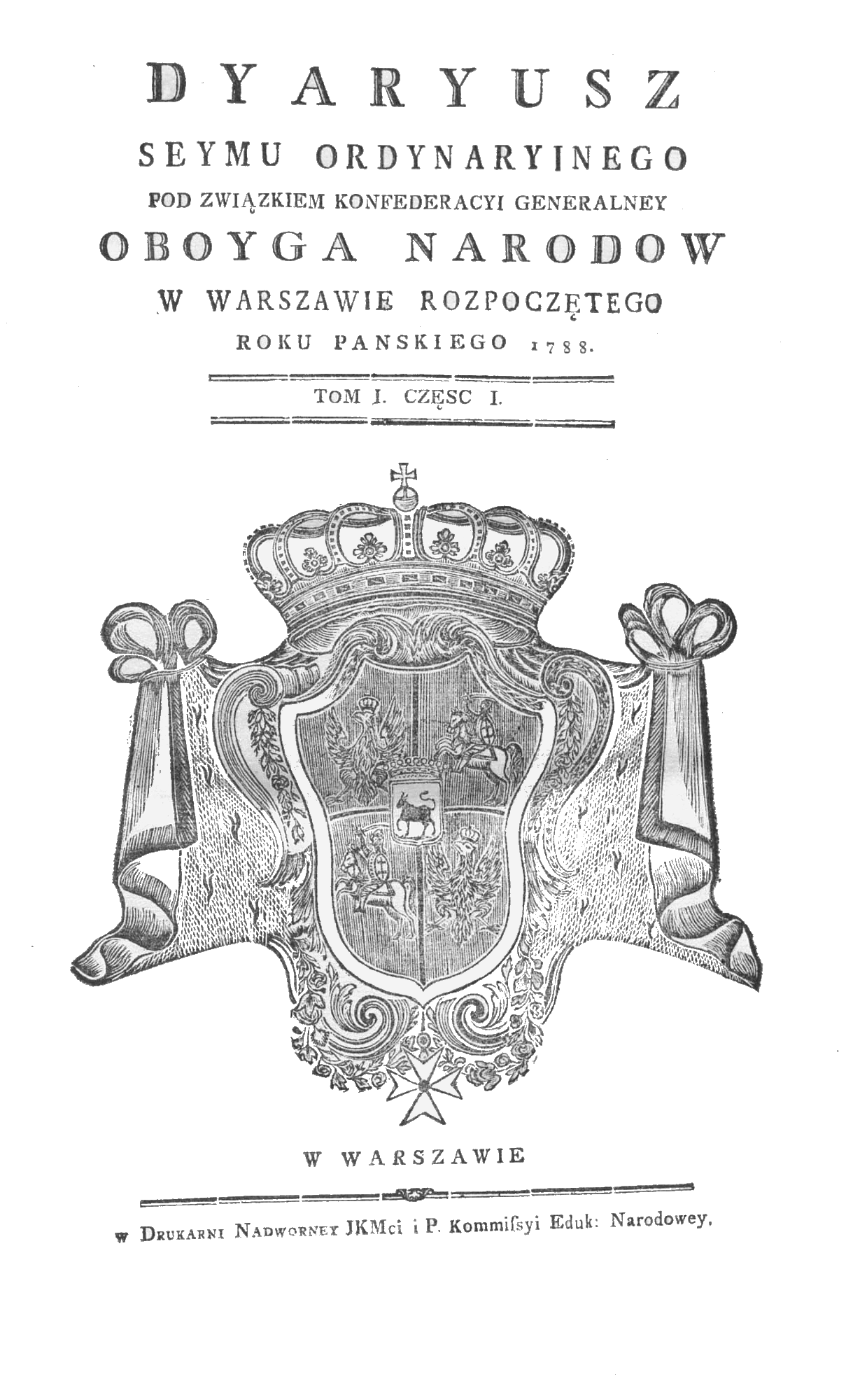
Le journal officiel de la Diète

### Bibliographie

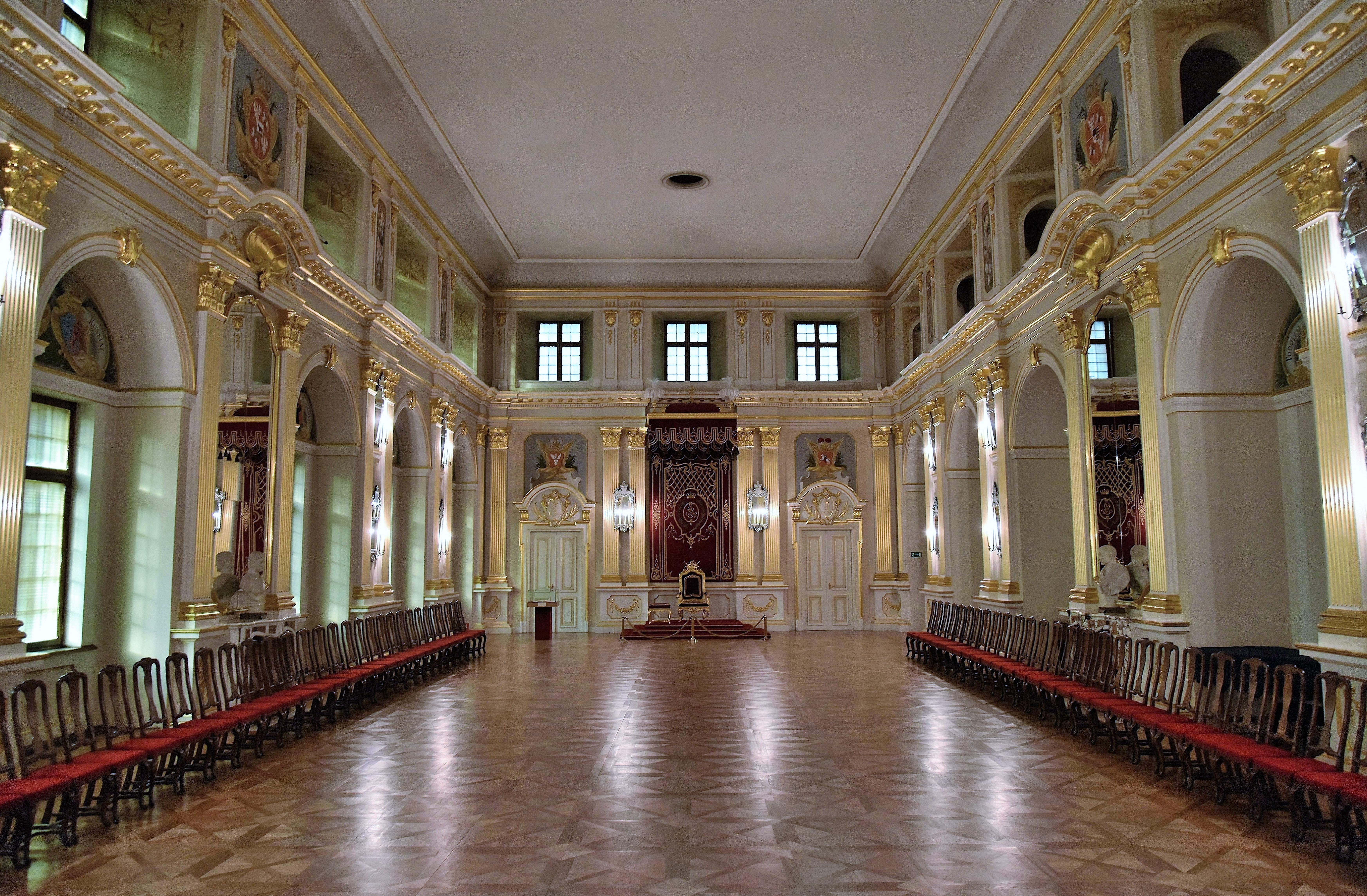
La salle du sénat, au palais royal de Varsovie, où la Constitution fut adoptée le 3 mai 1791